# Angel Halo
『Angel Halo』（エンジェル・ハイロウ）は、Activeから1996年に発売された18禁恋愛アドベンチャーゲームである。同社の開発した最後のMS-DOSで動作するソフトでもある。
同作は、1996年10月17日に Windows 95/FM-TOWNS/PC98用ソフトとして発売された後、1998年2月27日にMacintosh版が発売された。また、2000年9月14日にはWindows 95/98向けの廉価版が発売された。
本作は、20世紀末にあたる1999年12月の日本の京都を舞台にした、平凡な高校生の主人公・日下部真を巡り天使と悪魔がそれぞれの思惑から介入してくる、人類の終末を題材とした作品である。この世界では同年7月に起きるとされていたノストラダムスの大予言は既に外れているという設定になっている。冒頭オープニングから聖書の句が引用され、設定の随所にキリスト教の影響が見られる。
ストーリーは天使側につくか、悪魔側につくかで大きく分かれる事になる。
また、雑誌などで収録された体験版はヒロインの一人であるまりもの視点で進行するため、本編では見られない真の立ち絵グラフィックが存在する。

## あらすじ
魔王ルシファーの生まれ変わりである主人公・日下部真はそのことを知る由も無く普通の高校生活を送っていた。そんな彼の元に、天使ソフィアと悪魔リリスがやってくる。彼女らはルシファーの復活を巡りそれぞれ天界と魔界から送り込まれた使者であった。真は彼女らに翻弄されつつ、ルシファー復活の日である破局の日に近づいていく。

## 登場人物
日下部 真（くさかべ まこと）
声：中村忍
主人公であり、魔王ルシファーの生まれ変わりだが、彼はそのことを知らない。嵯峨高校2年F組のクラス委員をつとめ、交換留学生として日本に来た、ソフィアの世話役となる。
ソフィア・ハーランドウルフ
声：山下朝子
嵯峨高校に交換留学生としてドイツのシュテルン高校からやってきた少女。
実は天使であり、ルシファーによる世界の終末から救う為に天界から送り込まれた。自らを「最初にして最後のもの、称えられ蔑げずまれるもの、天使であって天使でないもの」と称している。
リリス・イリード
声：臼井久子
ソフィアと同日に同じく交換留学生としてやってきた少女。転校早々、真に教室内でいきなりキスするなど愛情表現はストレート。
実は悪魔であり、悪魔側から見て救世主とされるルシファーの復活を目論む。
設定では、ルシファーを追いかけて地獄へやってきた、神の最初の妻が彼女、とある。
常盤まりも
ときわまりも、声：笹原ゆみ
主人公の同級生で幼馴染。真同様、クラス委員であるためリリスの世話役となる。真が好きだが憎まれ口を叩いてなかなか素直になれないでいる。
今作品ではどのルートのエンディングを迎えても魔王ルシファーの復活は止められないが、彼女のエンディングが続編を期待されるものとされた。
魔王ルシファー
サタンとも呼ばれる強大な力を持つ地獄の王。自らを闇の淵に追放した神を呪い、復讐を遂げるために復活しようとする。

## 評価
原画を担当した聖少女はシナリオに納得いかず、『HEARTWORK』からは自身でシナリオを担当するようになったと述べている。

## スタッフ
- 原画：聖少女
- シナリオ：ぱか
- 音楽：笹原ノブスケ

## 関連商品
小説版「エンジェル・ハイロウ」
発行：コアマガジン刊
著：天城ひろし　
出版日：1997年9月　ISBN 978-4877341374